# Nina Stemme
Nina Stemme (nascuda Nina Maria Thöldte, Estocolm, 11 de maig de 1963) és una soprano lírico-dramàtica sueca.

## Formació i carrera
De manera paral·lela als seus estudis en Economia a la Universitat d'Estocolm, Nina Stemme va seguir un curs de dos anys en l'Operastudio d'Estocolm. El seu debut a Cortona, Itàlia, el 1989, va fer-la decidir a seguir una carrera com a cantant professional; va completar els estudis en el National College of Opera d'Estocolm el 1994. A més de dos papers menors en l'òpera d'Estocolm, va cantar mentrestant els rols de Rosalinde (El ratpenat), Mimì (La Bohème), Euridice (Orfeu i Eurídice (1762)) i Diana (La fedeltà premiata) de Haydn.
Aclamada internacionalment en dos importants certàmens lírics (l'Operalia World Opera Competition de Plácido Domingo i el BBC Cardiff Singer of the World, tots dos el 1993), aquests van introduir a Stemme en el circuit de les joves promeses del cant mundial. Com a guanyadora, Domingo la va convidar a aparèixer amb ell en un concert a La Bastilla (1993). El mateix concert es va repetir l'1 de gener de 1994 a Múnic.
La soprano és una presència habitual en els grans escenaris operístics internacionals, ha aparegut en els millors teatres d'òpera del món, inclosa la Kungliga Operen d'Estocolm, el teatre de l'Òpera de Viena, la Semperoper de Dresden, Gènova, Zúric, el Teatro San Carlo de Nàpols, el Gran Teatre del Liceu de Barcelona, la Royal Opera House del Covent Garden, el Metropolitan Opera de Nova York i l'Òpera de San Francisco, així com els festivals de Bayreuth, Salzburg, Savonlinna, Glyndebourne i Bregenz.
Stemme és una de les més brillants sopranos dramàtiques del cant wagnerià actual.